# Chess City

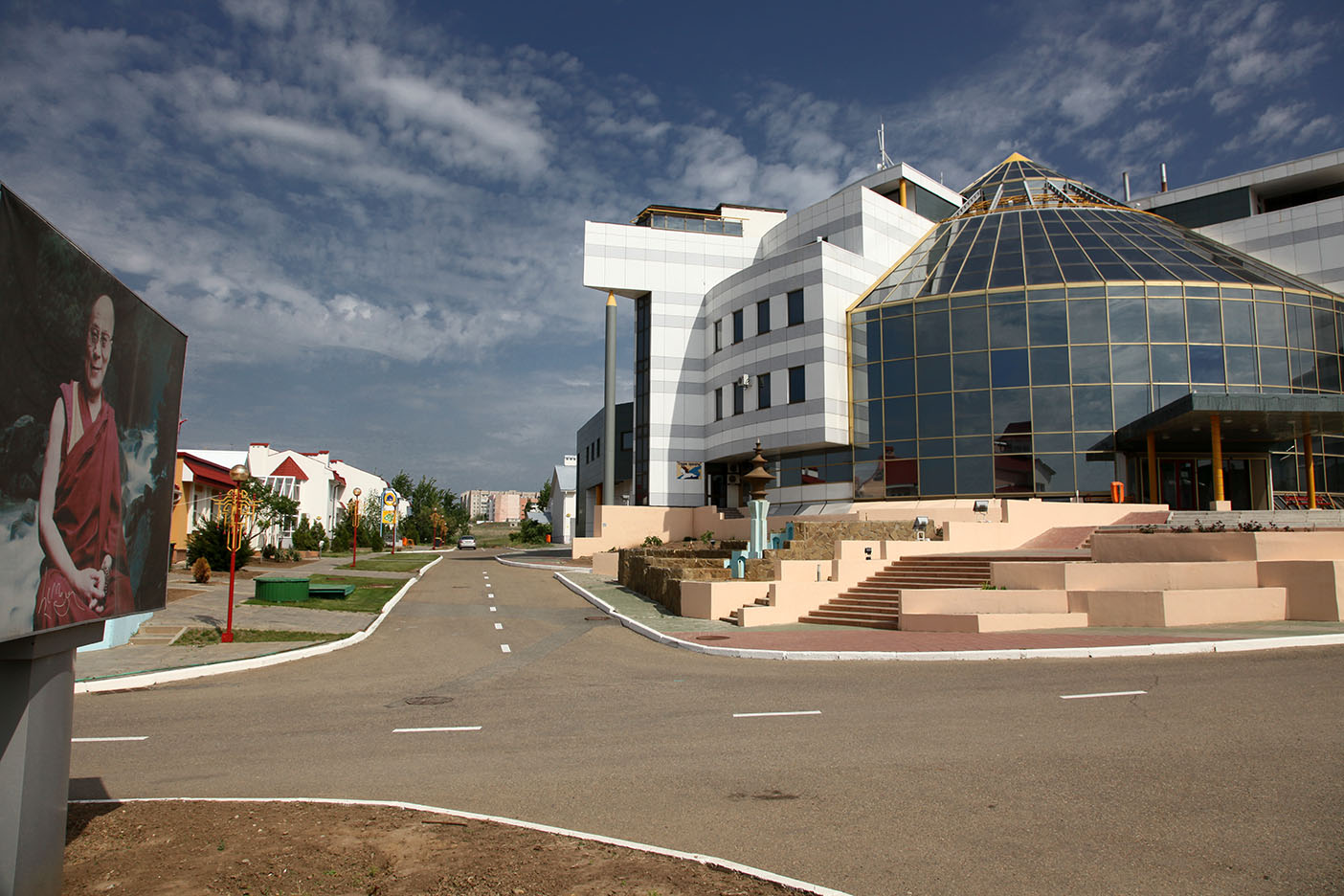
Edifici principal del complex.

Chess City (anglès per a "La ciutat dels escacs") és un gran complex dedicat en exclusiva a la competició d'escacs, a la ciutat d'Elistà, Calmúquia (Rússia). L'edifici s'ha utilitzat per a salvaguardar persones com ara el Dalai Lama. El 14è Dalai Lama va visitar-lo el 2004. La ciutat ha acollit tres torneigs de la FIDE d'àmbit mundial: Les XXXIII Olimpíades d'escacs el 1998, el Campionat del món d'escacs femení el 2004 i el Campionat del món d'escacs el 2006. La construcció ha generat controvèrsia, perquè Calmúquia és una república de 300.000 habitants més aviat pobre on les condicions econòmiques i geogràfiques no són les més apropiades perquè s'hi construís un edifici d'aquestes característiques. El clima desèrtic de l'àrea posa sota sospita diverses de les expansions planejades per a Chess City, com el complex d'esports aqüàtics.
Aquesta enorme estructura, tipus vila Olímpica, fou bastida amb una arquitectura d'estil neomediterrani californià, i conté nombroses sales dedicades a competicions, un centre de conferències, una piscina municipal i un museu de l'art budista calmuc. Al llarg de l'edifici hi ha estàtues i pintures relacionades amb els escacs, incloent-hi l'estàtua d'Ostap Bender, un personatge imaginari d'una popular sèrie de llibres d'Ilya Ilf i Ievegni Petrov, on es proposava una capital mundial dels escacs.
Les obres van ser dirigides per Kirsan Iliumjínov, el president de la república calmúquia, i completades el 1998. La idea i desenvolupament d'aquesta estructura va sorgir del mateix president, un milionari que governa Calmúquia des de 1993 i ha estat president de la Federació Internacional d'Escacs des de 1995. Iliumjínov, un fanàtic entusiasta dels escacs, va fer construir el complex just a temps per acollir-hi l'Olimpíada d'escacs de 1998.